# Arka (Hongarije)

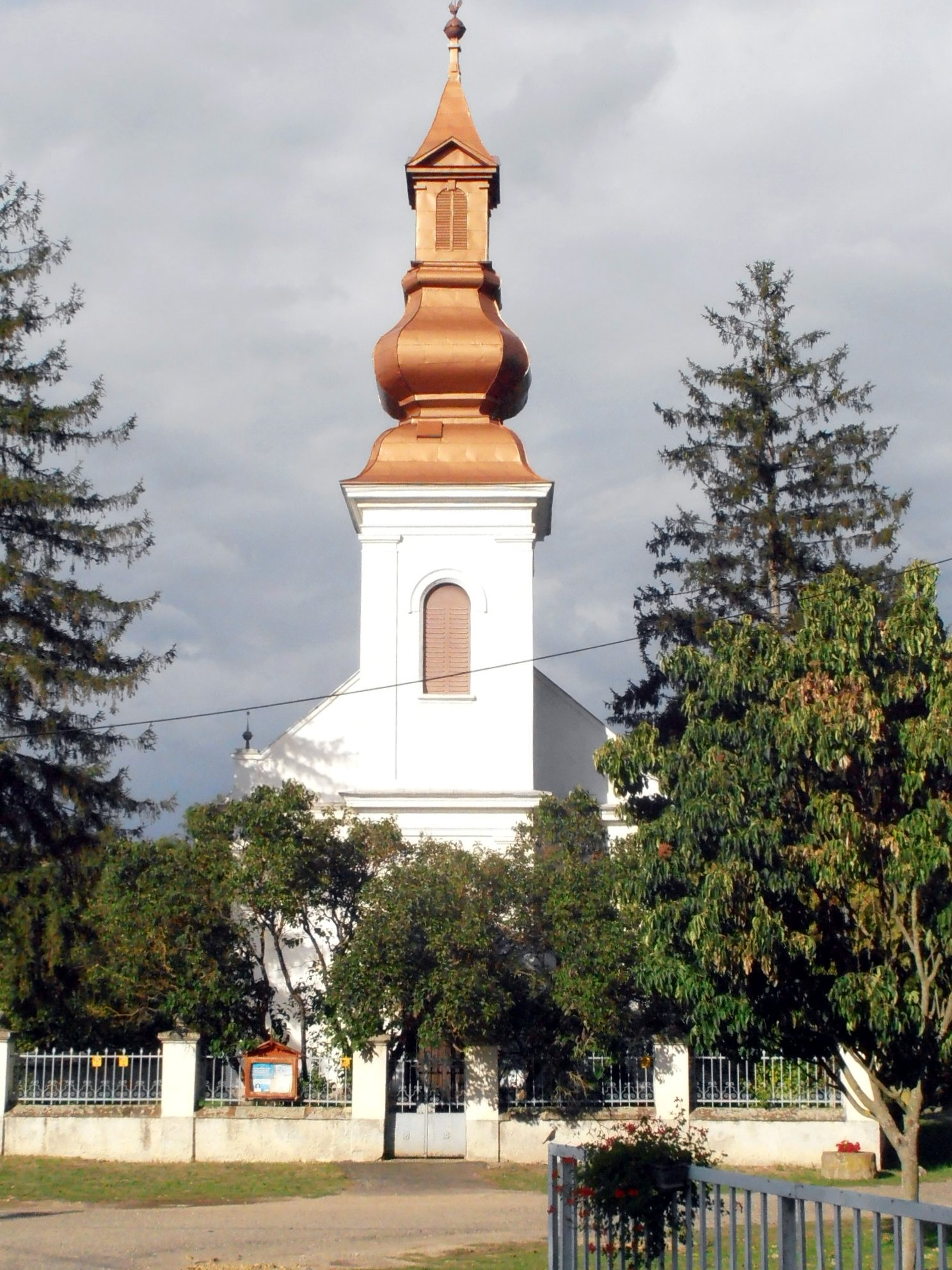
Protestantse kerk van Arka

Arka is een plaats (község) en gemeente in het Hongaarse comitaat Borsod-Abaúj-Zemplén. Arka telt 113 inwoners (2001).